# ماه‌نگاری

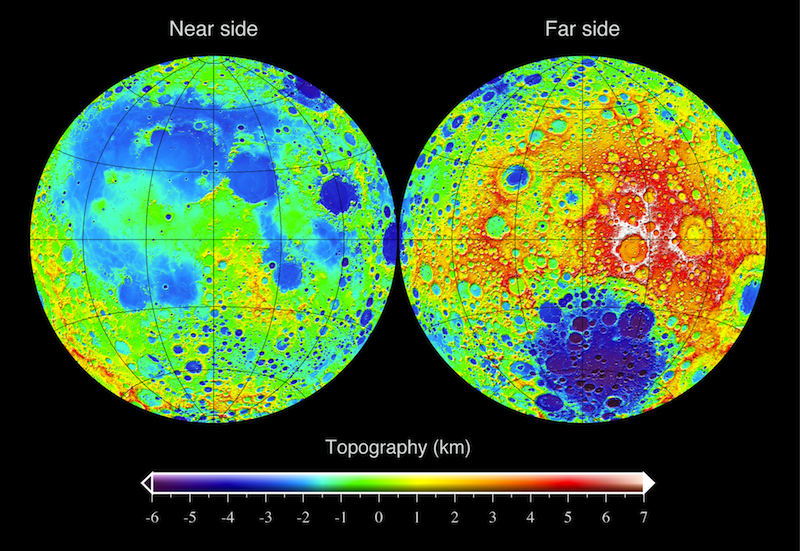
توپوگرافی ماه

ماه‌نگاری یا سلنوگرافی (به انگلیسی: Selenography)، مطالعه سطح و ویژگی‌های فیزیکی ماه است (همچنین به عنوان جغرافیانگاری ماه یا سلنودزی شناخته می‌شود). مانند جغرافی و بهرام‌نگاری، سلنوگرافی زیرشاخه‌ای در حوزه علوم سیاره‌شناسی است. از نظر تاریخی، نگرانی اصلی سلنوگراف‌ها، نقشه‌برداری و نام‌گذاری زمین ماه بود که دریاوارها، دهانه‌ها، رشته‌کوه‌ها و دیگر ویژگی‌های مختلف را شناسایی می‌کرد. این کار تا حد زیادی زمانی به پایان رسید که تصاویری با وضوح بالا از دو سوی نزدیک و دور ماه توسط فضاپیماها در دوران اولیه فضایی به دست آمد. با این وجود، برخی از مناطق ماه تصویربرداری ضعیفی دارند (به‌ویژه در نزدیکی قطب‌ها) و مکان دقیق بسیاری از ویژگی‌ها (مانند عمق دهانه) تا چندین کیلومتر نامشخص است. امروزه سلنوگرافی به عنوان زیرشاخه‌ای از ماه‌سنجی در نظر گرفته می‌شود که خود اغلب به عنوان علم ماه‌شناسی شناخته می‌شود. کلمه ماه‌نگاری از کلمه یونانی Σελήνη (Selene به معنی ماه) و γράφω graphō به معنای نگاری گرفته شده‌است.

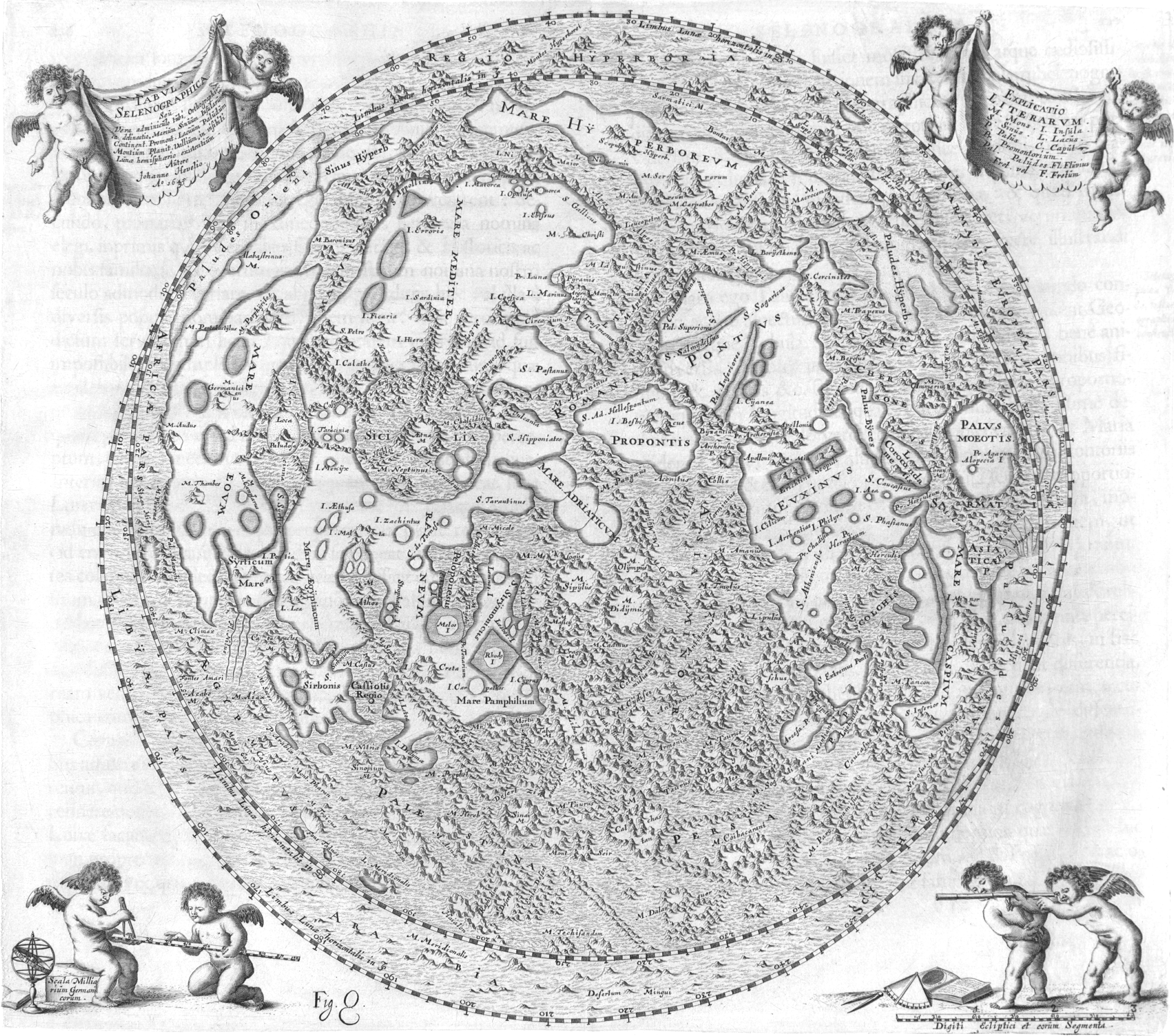
نقشه ماه نوشته یوهانس هولیوس (۱۶۴۷)

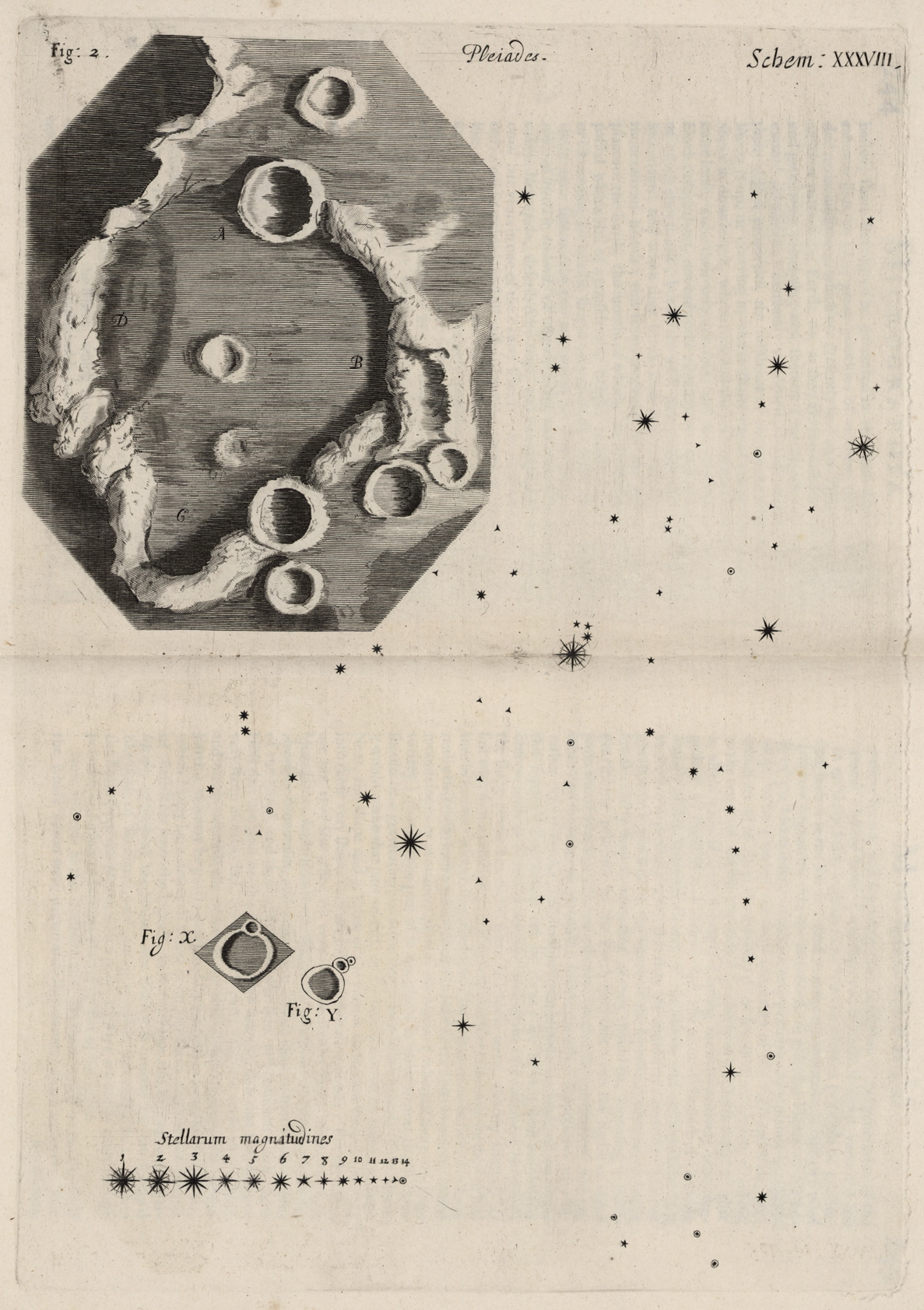
مطالعه ماه از ریزنگاری رابرت هوک در سال ۱۶۶۵